# 瓜田儀
瓜田仪（前1世纪—21年），新朝临淮郡（今江苏省盱眙县西北）人。姓瓜田，名仪。瓜田姓起源于家有瓜田，因以为氏。
农民不满王莽苛政，纷纷举行起义。新朝天凤四年（17年）临淮人瓜田仪等在会稽郡长洲（今江苏省苏州市）率先起义，反抗王莽统治，部众达万余人。地皇二年（21年），王莽任用上谷郡人储夏为中郎使，到起义军中进行招降，瓜田仪上书愿降，未出而死。王莽为阴谋分化起义军，求其尸身安葬，特为他立祠，谥为“瓜宁殇男”，企图以此诱使起义军投降。起义军识破其诱降阴谋，无肯降者，仍继续坚持斗争。